# 卡洛斯·诺瓦
卡洛斯·曼努埃爾·維拉·諾瓦（葡萄牙語：Carlos Manuel Vila Nova，1959年7月27日—）是一名聖多美普林西比政治人物，自2021年10月2日起擔任聖多美普林西比總統。他曾在總理帕特里斯·特羅瓦達的歷屆政府中擔任公共工程暨自然資源部長（2010年－2012年）和基礎設施、自然資源暨環境部長（2014年－2018年）。
他是2021年總統選舉的獨立民主行動候選人。9月6日，他被宣佈當選為聖多美普林西比總統，獲得了58%的選票，並擊敗MLSTP/PSD的吉列爾梅·波塞爾·達科斯塔。9月14日，他被法庭憲法法院正式宣布為總統。

## 生平
維拉·諾瓦於1959年7月27日出生於聖多美島北岸倫巴縣的一個城市內維斯。1985年，他在阿爾及利亞奧蘭大學獲得通信工程學位，然後回國成為政府統計局計算機部門的負責人。1988年，他離開公務員隊伍，成為Hotel Miramar的銷售經理，該酒店是當時該國唯一的酒店。1992年，他被提升為Hotel Miramar的董事。1997年，他成為Pousada Boa Vista酒店的總監，同時還創辦了自己的旅行社Mistral Voyages。維拉·諾瓦繼續從事旅遊業，直到2010年進入政界。
維拉·諾瓦從2010年起在帕特里斯·特羅瓦達的內閣中擔任公共工程暨自然資源部長，直到2012年政府失去多數。2014年，特羅瓦達的獨立民主行動重新獲得多數席位時，他被任命為基礎設施、自然資源暨環境部長。2018年，維拉·諾瓦當選為國民議會議員。他被提名為獨立民主行動在2021年總統選舉中的候選人。
維拉·諾瓦已婚，並有兩名女兒。